# Simonszand
Simonszand est un large banc de sable de la mer des Wadden, situé entre Schiermonnikoog et Rottumerplaat, au nord des Pays-Bas. Elle fait partie des îles de la Frise Occidentale et est rattachée à la commune d'Het Hogeland.

## Géographie

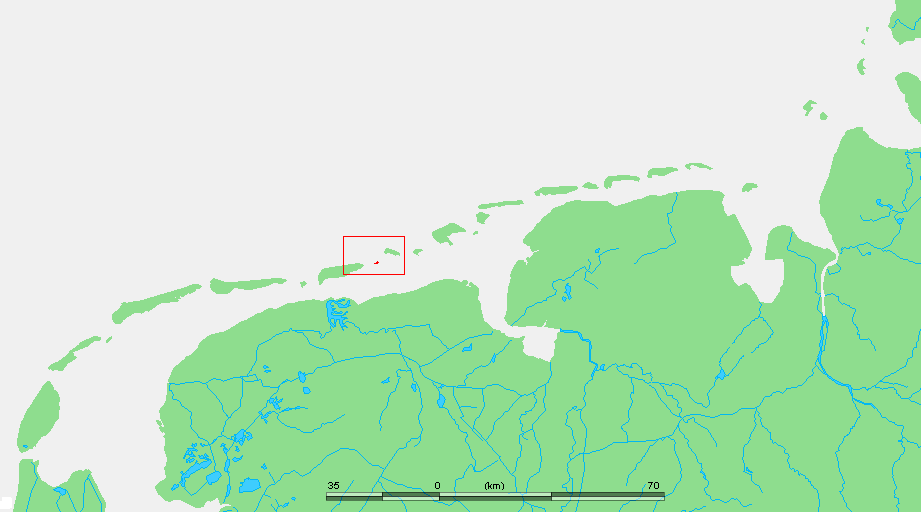
La situation de Simonszand parmi les îles de la Frise

L'île de Simonszand est en fait un banc de sable long d'environ 1,5 km et large de quelques centaines de mètres. Comme la plupart des autres bancs de sable de la mer des Wadden - par exemple, le Razende Bol près de Texel et Engelsmanplaat - Simonszand ne connaît quasiment aucune végétation.

## Écologie
Simonszand joue un rôle important comme lieu de repos pour oiseaux, dont le bécasseau maubèche, le canard et des charadriiformes, ainsi que pour les phoques. Ainsi, depuis 1999, le Ministère néerlandais de l'Agriculture a interdit l'accès à l'île et ses environs aux bateaux de plaisance, afin de préserver la quiétude de Simonszand pour les animaux. 
Simonszand était également une destination privilégiée pour la randonnée sur les hauts-fonds de la mer des Wadden ; toutefois en 2012 les chenaux voisins ont divisé Simonszand en deux, par suite de quoi de grandes parties de cet îlot, et entre autres les dunes qui s'y trouvaient, ont disparu. Ceci a également fait disparaître le banc de sable par lequel les promeneurs accédaient à Simonszand à marée basse. Cet îlot ne convient donc plus comme destination de randonnée et il se peut qu'à la longue il disparaisse entièrement.